# Championnats du monde juniors de biathlon 2021
Navigation
Lenzerheide 2020 Soldier Hollow 2022

Affiche des Championnats du monde juniors de biathlon 2021.

Les Championnats du monde juniors de biathlon 2021 ont lieu du 24 février au 7 mars à Obertilliach (Autriche). Les courses de catégorie Jeunes sont réservées aux athlètes nés entre 2002 et 2005, tandis que les courses de catégorie Juniors concernent les athlètes nés entre 1999 et 2001.

## Calendrier[3]

### Juniors
- Individuel (hommes et femmes) : 28 février
- Sprint (hommes et femmes) : 2 mars
- Poursuite (hommes et femmes) : 3 mars
- Relais (hommes et femmes) : 6 mars

### Jeunes
- Individuel (hommes et femmes) : 27 février
- Sprint (hommes et femmes) : 1 mars
- Poursuite (hommes et femmes) : 3 mars
- Relais (hommes et femmes) : 5 mars

## Résultats et podiums

### Juniors

#### Hommes
| Épreuves          | Or                                                                       | Argent                                                                                   | Bronze                                                                      |
| ----------------- | ------------------------------------------------------------------------ | ---------------------------------------------------------------------------------------- | --------------------------------------------------------------------------- |
| Individuel 15 km  | Philipp Lipowitz                                                         | Alex Cisar                                                                               | Émilien Claude                                                              |
| Sprint 10 km      | Émilien Claude                                                           | Mikuláš Karlík                                                                           | Mikhail Pervushin                                                           |
| Poursuite 12,5 km | Émilien Claude                                                           | Éric Perrot                                                                              | Mikhail Pervushin                                                           |
| Relais 4 × 7,5 km | France- Oscar Lombardot - Sébastien Mahon - Éric Perrot - Émilien Claude | Norvège- Mats Øverby - Simen Eliassen Kvarme - Fredrik Arne Grusd - Jørgen Solhaug Sæter | Tchéquie- Tomáš Mikyska - Vítězslav Hornig - Jonáš Mareček - Mikuláš Karlík |

#### Femmes
| Épreuves           | Or                                                                  | Argent                                                                             | Bronze                                                          |
| ------------------ | ------------------------------------------------------------------- | ---------------------------------------------------------------------------------- | --------------------------------------------------------------- |
| Individuel 12,5 km | Camille Bened                                                       | Henrieta Horvatova                                                                 | Beatrice Trabucchi                                              |
| Sprint 7,5 km      | Amy Baserga                                                         | Rebecca Passler                                                                    | Juni Arnekleiv                                                  |
| Poursuite 10 km    | Amy Baserga                                                         | Synne Owren                                                                        | Rebecca Passler                                                 |
| Relais 4 × 6 km    | France- Paula Botet - Eve Bouvard - Sophie Chauveau - Camille Bened | Italie- Hannah Auchentaller - Beatrice Trabucchi - Gaia Brunetto - Rebecca Passler | Autriche- Anna Gandler - Anna Juppe - Lisa Osl - Lea Rothschopf |

### Jeunes

#### Hommes
| Épreuves          | Or                                                | Argent                                                 | Bronze                                                        |
| ----------------- | ------------------------------------------------- | ------------------------------------------------------ | ------------------------------------------------------------- |
| Individuel 15 km  | Denis Irodov                                      | Edgar Geny                                             | Leon Kiensberger                                              |
| Sprint 10 km      | Denis Irodov                                      | Fabio Piller Cottrer                                   | Jan Gunka                                                     |
| Poursuite 12,5 km | Denis Irodov                                      | Marcin Zawol                                           | Oscar Andersson                                               |
| Relais 4 × 7,5 km | Pologne- Konrad Badacz - Jan Guńka - Marcin Zawół | France- Edgar Geny - Mathieu Garcia - Valentin Lejeune | Italie- Stefan Navillod - Fabio Piller Cottrer - Marco Barale |

#### Femmes
| Épreuves          | Or                                                     | Argent                                             | Bronze                                                     |
| ----------------- | ------------------------------------------------------ | -------------------------------------------------- | ---------------------------------------------------------- |
| Individuel 15 km  | Jeanne Richard                                         | Lena Repinc                                        | Ema Kapustová                                              |
| Sprint 10 km      | Lena Repinc                                            | Linda Zingerle                                     | Selina Grotian                                             |
| Poursuite 12,5 km | Lena Repinc                                            | Martina Trabucchi                                  | Linda Zingerle                                             |
| Relais 4 × 7,5 km | France- Fany Bertrand - Jeanne Richard - Maya Cloetens | Slovénie- Klara Vindišar - Kaja Zorč - Lena Repinc | Italie- Martina Trabucchi - Sara Scattolo - Linda Zingerle |

## Tableau des médailles
| Rang  | Nation    | Or | Argent | Bronze | Total |
| ----- | --------- | -- | ------ | ------ | ----- |
| 1     | France    | 7  | 3      | 1      | 11    |
| 2     | Russie    | 3  | 0      | 2      | 5     |
| 3     | Slovénie  | 2  | 3      | 0      | 5     |
| 4     | Suisse    | 2  | 0      | 0      | 2     |
| 5     | Pologne   | 1  | 1      | 1      | 3     |
| 6     | Allemagne | 1  | 0      | 1      | 2     |
| 7     | Italie    | 0  | 5      | 5      | 10    |
| 8     | Norvège   | 0  | 2      | 1      | 3     |
| 9     | Tchéquie  | 0  | 1      | 1      | 2     |
| 9     | Slovaquie | 0  | 1      | 1      | 2     |
| 11    | Autriche  | 0  | 0      | 2      | 2     |
| 12    | Suède     | 0  | 0      | 1      | 1     |
| Total | Total     | 16 | 16     | 16     | 48    |